# Число Дина
Число Дина (Dn или D) — критерий подобия в гидродинамике, выражающий отношение поперечного потока жидкости, возникающего из-за кривизны канала, к продольному течению. Оно определяется следующим образом:
{\displaystyle \operatorname {Dn} \,={\frac {v}{\nu }}\,{\sqrt {\frac {L^{3}}{2\,r}}}},
где
- {\displaystyle r} — радиус кривизны канала, по которому течёт жидкость;
- {\displaystyle L} — характеристическая длина (обычно диаметр трубы);
- {\displaystyle \nu } — кинематическая вязкость;
- {\displaystyle v} — скорость течения.

Названо в честь британского учёного У. Р. Дина.
Его можно выразить через число Рейнольдса и «кривизну» канала:
{\displaystyle \operatorname {Dn} \,=\operatorname {Re} \,{\sqrt {\frac {L}{r}}}}
Число Дина является единственным параметром, определяющим течение жидкости в слабо искривлённом канале при больших скоростях.